# David Terrien
David Terrien (ur. 27 października 1976 roku w Nantes) – francuski kierowca wyścigowy.

## Kariera
Terrien rozpoczął karierę w wyścigach samochodowych w 1994 roku od startów we Francuskiej Formule Renault, gdzie jednak nie był klasyfikowany. W późniejszych latach pojawiał się także w stawce Francuskiej Formuły Ford 1800, Europejskiej Formuły Ford, Festiwalu Formuły Ford, Francuskiej Formuły 3, Masters of Formula 3, Grand Prix Makau, 24-godzinnego wyścigu Le Mans, Formuły 3000, Sports Racing World Cup, French GT Championship, FIA GT Championship oraz Speedcar Series.
W Formule 3000 Francuz wystartował w sześciu wyścigach sezonu 1999 z francuską ekipą DAMS. Nigdy jednak nie zdołał zdobyć punktów.